# 音频编程语言列表
这是一个音频编程语言的列表，它们常用作声音制作、算法作曲以及声音合成。
- ABC notation，一个用ASCII字符来记谱的语言[1]
- ChucK，强时间性的、并发的、实时音频编程语言[2]
- Real-time Cmix（英语：Real-time Cmix），一个与 Csound（英语：Csound） 有些相似的 MUSIC-N（英语：MUSIC-N） 的合成语言
- Common Lisp Music（英语：Common Lisp Music） (CLM)，一个用于 MUSIC-V 家族语言中的音乐合成与信号处理的软件包
- Csound（英语：Csound）， 一个以LGPL协议发布的 MUSIC-N（英语：MUSIC-N） 合成语言
- Extempore（英语：Extempore (software)），一个现场编程环境，核心功能都基于Impromptu
- FAUST（英语：FAUST (programming language)）（Functional Audio Stream），用作高效信号处理函数式的编译语言
- Hierarchical Music Specification Language（HMSL），更多地是为音乐设计而非声音合成，1980年代用 Forth 开发而成。
- Impromptu（英语：Impromptu (programming environment)），一个 Mac OS X 操作系统下的 Scheme 语言环境，可以用作声音与视频的合成、算法作曲以及2D和3D图形编程
- jMusic（英语：jMusic）
- JSyn（英语：JSyn）
- Kyma（英语：Kyma (sound design language)）
- Max/MSP（英语：Max (software)），一个私有的、模块化的可视化编程语言，主要用作音乐中的声音合成
- Music Macro Language (MML)，常用来制作芯片音乐
- MUSIC-N（英语：MUSIC-N），包括版本I、II、III，IV、IV-B、IV-BF、V、11和360
- Nyquist（英语：Nyquist (programming language)）
- OpenMusic（英语：OpenMusic）
- Pure Data，一个模块化的可视化编程语言
- Reaktor（英语：Reaktor）
- Sonic Pi（英语：Sonic Pi）
- Structured Audio Orchestra Language（英语：Structured Audio Orchestra Language） (SAOL)， MPEG-4结构化音频 标准的一部分
- SuperCollider
- SynthEdit（英语：SynthEdit）
- Vvvv（英语：Vvvv）

1. ↑  . abcnotation.com.   [2024-11-23]. （原始内容存档于2024-12-27）.
2. ↑  , Stanford CCRMA, 2024-11-23  [2024-11-23], （原始内容存档于2024-11-25）